# Езекијел Кембој
Езекијел Кембој Чебој (енгл. Ezekiel Kemboi Cheboi; 25. мај 1982.) кенијски је атлетичар, победник трке на 3000 метара са препрекама на Олимпијским играма 2004. и 2012. и Светским првенствима 2009, 2011, 2013. и 2015. Његов лични рекорд на 3.000 м са препрекама je 7:55.76 (седам минута, 55 секунд, 76 стотинки) и истрчан је у Монаку 2011. Овај резултат ставља Кембоја међу десет најбрижих тркача на 3.000 м са препрекама свих времена. Он и Суфијан Ел Бакали су једини освајачи вишеструких златних медаља на Олимпијским играма и Светским првенствима. Кембој је једини атлетичар који је освојио четири светска првенства у трчању са препрекама. Кембоји је освојио четири узастопне светске титуле. 

## Биографија
Рођен у Матири, која се налази у близини Капсовара, округ Мараквет, Кембој је завршио средњу школу 1999. Тада га је приметио Пол Еренг који је почео да га тренира. После две године рада са Еренгом, Кембој је освојио јуниорско првенство Африке 2001. упркос паду у трци.
На Светском првенству 2003. Кембој је имао напорну битку са Саифом Саидом Шахином (који се звао Стивен Чероно док је имао кенијско држављанство). Шахин, који је представљао своју нову земљу Катар, победио је испред Кембоија.
На Олимпијским играма у Атини Кембој је освојио златну медаљу 0,3 секунде испред Бирмина Кипрута. У августу 2005. освојио је сребрну медаљу на Светском првенству, поново иза Шахина. На Светском првенству 2007. освојио је трећу узастопну сребрну медаљу, овог пута изгубивши од Кипрута.
Кембој је на Олимпијским играма у Пекингу 2008.био тек седми. Искупио се победом на Светском првенству 2009. у времену 8:00,43 које је и данас (2024), рекорд Светских првенстава у атлетици за дисциплину 3.000 метара стипл. Ово је била његова прва златна медаља на једном светском првенству, после три узастопна сребра. Освојио је златну медаљу на Светском првенству 2011. у Даегуу у Јужној Кореји.
Кембој је освојио златну медаљу на Олимпијским играма у Лондону 2012. Кембој је победио у времену од осам минута 18,56 секунди.
2013. Кембој је освојио своју трећу узастопну златну медаљу на Светском првенству. 2015. године освојио је своју четврту узастопну титулу на Светском првенству. Ово је била његова седма светска медаља, чиме је поставило рекорд за било ког атлетичара или атлетичарку. Кембојев рекорд је 2023. надмашила кинеска бацачица кугле Лиђао Гунг.
Дана 17. августа 2016. Кембоји осваја бронзану медаљу на Олимпијским играма у Рију. Одмах након трке је објавио да се повлачи из такмичарске атлетике. Кембој је касније тог дана дисквалификован јер је установљено да је изашао са стазе током финалне трке. Истрага о инциденту покренута је када се француски олимпијски тим пожалио да је Кембој изашао са стазе након свог последњег скока у водену препреку. Бронзана медаља је додељена француском тркачу Махиедину Мекиси-Бенабаду. Након што је најавио повлачење одмах после завршене олимпијске трке, променио је ту одлуку када је сазнао за своју дисквалификацију. Направио је последњи покушај, пласиравши се у финале Светског првенства 2017. На свом последњм великом такмичењу, завршио је на 11. месту у финалу трке на 3.000 метара стипл.

## Приватно
Од 2002. Кембој поседује фарму на површини од око 20 хектара у близини Моиовог моста, Транс-Нзоиа област. Ожењен је Џејн Кембој са којом има два сина, Дениса и Виктора. Од 2009. године тренирао га је Мозес Киптануи.
Његово учешће на Олимпијским играма 2012. је првобитно доведено у сумњу када је оптужен за напад у јуну 2012. Једна жена је тада тврдила да ју је Кембој избо ножем након што је одбила његове сексуалне насртаје. Кембоји је ослобођен ових оптужби.

## Међународна такмичења
| Представљајући Кенију | Представљајући Кенију | Представљајући Кенију        | Представљајући Кенију | Представљајући Кенију |
| Година                | Такмичење             | Место                        | Пласман               | Дисциплина            |
| --------------------- | --------------------- | ---------------------------- | --------------------- | --------------------- |
| 2002                  | Игре Комонвелта       | Манчестер, Енглеска          | 2.                    | 3.000 м стипл         |
| 2002                  | Првенство Африке      | Радес, Тунис                 | 4.                    | 3.000 м стипл         |
| 2003                  | Афричке игре          | Абуџа, Нигерија              | 1.                    | 3.000 м стипл         |
| 2003                  | Светско првенство     | Париз, Француска             | 2.                    | 3.000 м стипл         |
| 2004                  | Олимпијске игре       | Атина, Грчка                 | 1.                    | 3.000 м стипл         |
| 2005                  | Светско првенство     | Хелсинки, Финска             | 2.                    | 3.000 м стипл         |
| 2006                  | Игре Комонвелта       | Мелбурн, Аустралија          | 1.                    | 3.000 м стипл         |
| 2007                  | Афричке Игре          | Алжир, Алжир                 | 2.                    | 3.000 м стипл         |
| 2007                  | Светско првенство     | Осака, Јапан                 | 2.                    | 3.000 м стипл         |
| 2008                  | Олимпијске игре       | Пекинг, Кина                 | 7.                    | 3.000 м стипл         |
| 2009                  | Светско првенство     | Берлин, Немачка              | 1.                    | 3.000 м стипл         |
| 2010                  | Првенство Африке      | Најроби, Кенија              | 2.                    | 3.000 м стипл         |
| 2011                  | Светско првенство     | Даегу, Јужна Кореја          | 1.                    | 3.000 м стипл         |
| 2012                  | Олимпијске игре       | Лондон, Енглеска             | 1.                    | 3.000 м стипл         |
| 2013                  | Светско првенство     | Москва, Русија               | 1.                    | 3.000 м стипл         |
| 2014                  | Игре Комонвелта       | Глазгов, Шкотска             | 3.                    | 3.000 м стипл         |
| 2015                  | Светско првенство     | Пекинг, Кина                 | 1.                    | 3.000 м стипл         |
| 2016                  | Олимпијске игре       | Рио де Жанеиро, Бразил       | Дисквалификован       | 3.000 м стипл         |
| 2017                  | Светско првенство     | Лондон, Уједињено Краљевство | 11.                   | 3.000 м стипл         |

## Снимци
- Езекијел Кембој побеђује у финалу трке на 3.000 метара стипл на Олимпијским играма у Атини 2004.
- Езекијел Кембој побеђује у финалу трке на 3.000 метара стипл на Олимпијским играма у Лондону 2012.
- Езекијел Кембој побеђује у финалу трке на 3.000 метара стипл на Светском првенству у Даегуу 2011.
- Езекијел Кембој побеђује у финалу трке на 3.000 метара стипл на Светском првенству у Пекингу 2015.